# Conostigmus bakeri
Conostigmus bakeri är en stekelart som beskrevs av Jean-Jacques Kieffer 1908. Conostigmus bakeri ingår i släktet Conostigmus och familjen trefåresteklar. Inga underarter finns listade i Catalogue of Life.